# Ca l'Isabel Coris Vilas
Ca l'Isabel Coris Vilas és un edifici del municipi de Tossa de Mar (Selva). Forma part de l'Inventari del Patrimoni Arquitectònic de Catalunya.

## Descripció
És un edifici entre mitgeres d'estructura rectangular i de tres crugies, amb quatre plantes i terrassa a la superior. La coberta és de doble vessant a façana, per sobre de la terrassa original. La façana està arrebossada i pintada de blanc. La planta baixa consta de tres obertures i d'un sòcol de més d'un metre recobert de làmines de pedra de pissarra. Pel que fa a les obertures, hi ha un gran portal emmarcat per grans blocs prismàtics de pedra calcària de Girona i amb la llinda en forma d'arc rebaixat. La porta, de doble obertura i de fusta, està treballada amb motius geomètrics i vegetals en dos nivells. Les finestres, una a cada cantó de la porta, destaquen per les motllures de les parts superiors i inferiors i per les reixes de ferro de forja pintades de color verd formades per prims barrots que verticals creuats per tres, també fins, barrots horitzontals.
El primer pis té tres obertures amb balcó de ferro de forja, decorat en dos nivells i pintat de color verd. El balcó central és lleugerament més emergent que els laterals. El segon pis també té tres balcons amb base de pedra de Girona (formada per tres blocs) i barana de ferro, de decoració idèntica, encara que tots tres són de la mateixa mida, com els laterals del primer pis. Després d'una cornisa senzilla amb un ràfec de dues fileres de rajola hi ha dos nivells de terrassa, una amb una balustrada senzilla i l'altra fruit de l'ampliació del pis superior. Pel que fa als interiors, són decorats amb plafons de ceràmica pintada en forma de sòcols.

## Història
És una casa originària de finals del segle xviii, quan s'urbanitzà la zona al voltant de la nova església parroquial i de l'Hospital de Sant Miquel, reformada a principis del segle XX (1908). La llinda de la porta principal porta gravada la data de finalització de les obres que li han donat la seva aparença actual, 1908. Durant la dècada de 1980 la casa fou restaurada exteriorment i interiorment.